# برزة (الأردن)
برزة منطقة تجمع سكاني تقع في محافظة العاصمة عمان شمال غرب الأردن.